# Arroyito de las Flores (Arroyo Solís Grande)
Der Arroyito de las Flores ist ein Fluss in Uruguay.
Er entspringt in den Steinbrüchen des Pan de Azúcar und verläuft auf dem Gebiet des Departamentos Maldonado. Er mündet vermutlich als linksseitiger Zufluss in den Oberlauf des Arroyo Solís Grande.